# Schlauch Lőrinc
Schlauch Lőrinc (Újarad, 1824. március 27. – Nagyvárad, 1902. július 10.) nagyváradi római katolikus püspök, bíboros, egyházjogász, valóságos belső titkos tanácsos, a Magyar Tudományos Akadémia igazgatósági tagja.

## Élete
Született mint Lorenz Schlauch von Linden. Német anyanyelvű volt, magyarul teológusként tanult meg. Atyja kisnemes templomépítő pallér. A gimnázium alsóbb osztályait szülővárosában, a felsőbbeket Szegeden végezte, ahol 1842-ben a Csanádi egyházmegye papnövendéke lett. A teológiát a pesti egyetemen hallgatta. Itt mint a papnövendékek magyar iskolájának tagja, kitűnt szépirodalmi dolgozataival.
1846 őszétől Temesváron volt levéltárnok Lonovics József csanádi püspök udvarában, 1847. április 3-án pappá szentelték és azon év júliusától szeptemberig Nagyszentmiklóson káplánkodott. 1849 szeptemberében oravicai, 1850-ben pécskai és ismét nagyszentmiklósi, 1851-ben temesvár-belvárosi káplán, egyúttal a püspöki líceumban a dogmatika tanára és a szentszéknél a szegények ügyvédje lett.
1852-ben Temesváron az egyházjog és egyháztörténelem tanárává és szentszéki ülnökké nevezték ki. A megfeszített szellemi munka megrendítette egészségét; e miatt 1859-ben tanári állását a mercyfalvi plébániával cserélte fel.
1863-tól temesgyarmati plébános és kerületi esperes lett. Szabad idején jogbölcseleti, egyházjogi és művelődéstörténelmi tanulmányokkal foglalkozott. Ekkor kezdett a vármegyei közéletben is szerepelni.
1867-ben egyházjogi doktori címet nyert, doktori értekezése: Az egyházjavak jogczíméről hazánkban címet viseli. Mint temesgyarmati plébános kezdett foglalkozni kultúrtörténelemmel és kultúrbölcselettel és ekkor írt a Magyar Sionba egy értekezést, melyben Bucklet ismertette. Midőn a katolikus autonómiai mozgalmak megindultak, egyházmegyéjének papsága 1868-ban és 1870-ben autonómiai követté választotta. Álláspontjára nézve a bizottság többségének (főpapi) munkálatai mellett 1871. március 16-án tartott hatásos beszédet. 1872-ben kanonokká, 1873. március 17-én pedig szatmári püspökké nevezték ki.
Németként egyik alapítója volt a moldvai csángók magyar nyelvű kultúrájának ápolására létesített Szent László Társulatnak, melynek 1877-től elnöki tisztét is betöltötte. 1894-ben a társulat tiszteletbeli elnöke lett, melynek közgyűléseit irányt adó beszédeivel nyitotta meg. Ez időtől fogva a magyar püspöki karnak vezéralakjai közé tartozott. Különösen a főrendiházban nem volt fontosabb, kiváltképpen az egyházat érdeklő tárgy, melynek vitájában hatásos beszédeivel nem vette volna ki részét. A közoktatási törvény, a zsidók és keresztények közötti házasságra vonatkozó törvényjavaslat és az egyházpolitikai újabb törvények tárgyalásai során komoly érdemeket szerzett az egyháznak, hazának és a nevének. A kötelező polgári házasság javaslatra a király felszólítására készített memoranduma a küzdelmeknek mondhatni tengelyévé vált. 1880-ban valóságos belső titkos tanácsos, 1884-ben a Vaskorona-rend I. osztályú lovagja, 1885-ben a budapesti egyetemen tiszteleti hittudományi doktor, 1886-ban római gróf és pápai trónálló főpap lett.
1886-ban Török János publicista több ezer kötetes könyvgyűjteményét megvette és püspöki könyvtárat alapított Szatmárnémetiben Bibliotheca Laurentiana név alatt.

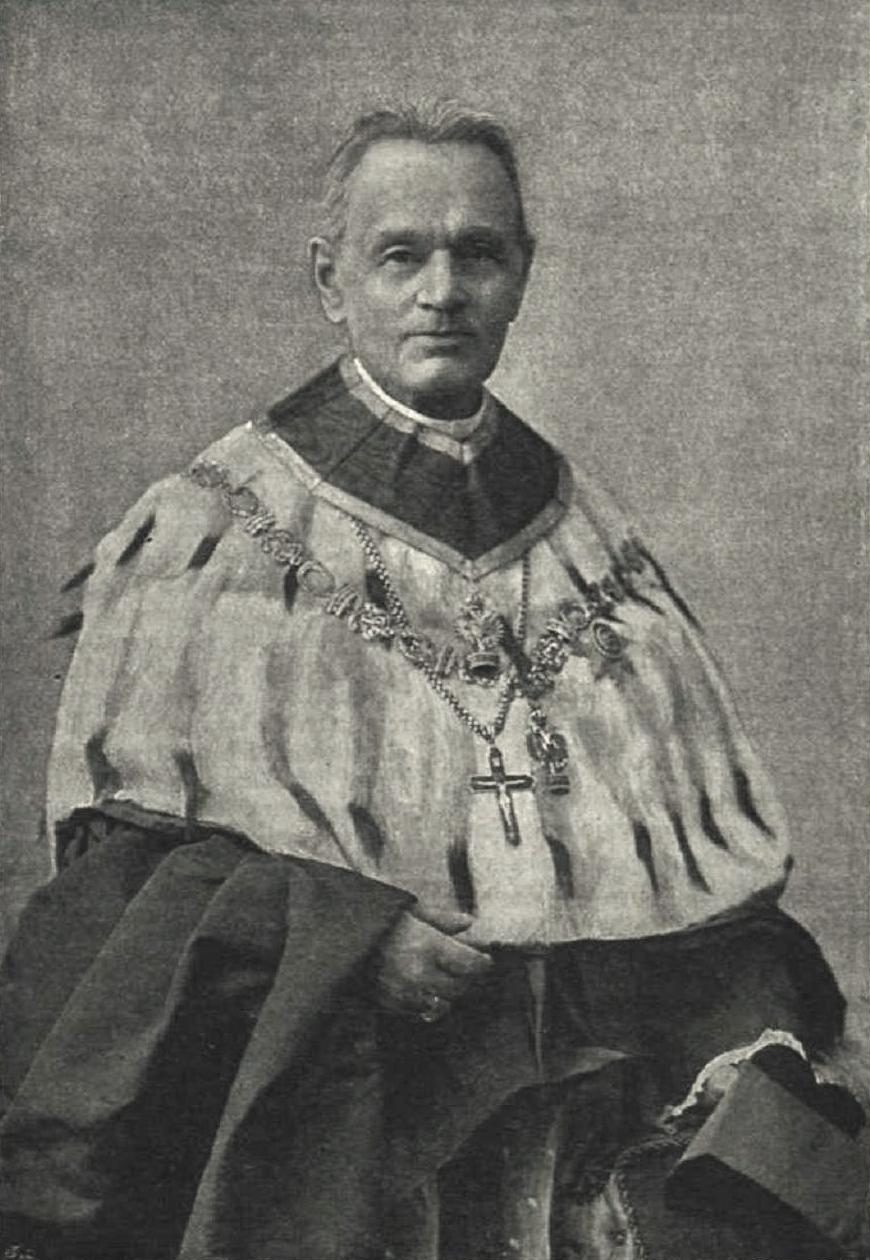
Schlauch Lőrinc

1887. április 8-án nagyváradi latin szertartású püspökké nevezték ki és augusztus 24-én ünnepélyesen elfoglalta új székét.
Szatmár városa, hogy hálájának kifejezést adjon, kevéssel távozása után díszpolgárrá választotta. (Díszpolgára volt Nagyvárad, Szilágysomlyó és Újarad városának is.) A szatmári egyházmegye hűséggel őrzi emlékét: a Török-féle könyvtár (24 000 forint), melyből a Laurentiana-könyvtár létesült, a lourdesi kápolna (10 000 forint), a papi-mároki templom (12 000 forint), a szatmári tanítóképzők új rendezettsége, a szigeti zárda és 16 új népiskola köszönhetik neki létüket, valamint a felsőbányai templom százezrekre menő vagyonának visszaszerzését. Tizennégy évi szatmári püspöksége alatt félmillió forintot adott egyházi, tanügyi és közcélokra. A nagyváradi tanítóképzőnek saját házat szerzett, ugyanott 1901-ben kisdedóvónő-képzőt alapított, 1896-ban pedig Debrecen városának 30 000 forintot adományozott apácazárda létesítésére a magasabb nőnevelés érdekében. Előbb a nagyváradi egyházmegye szükségleteinek fedezésére 100 000 forintos alapítványt tett, melyet 1897. április 8-án újabb 100 000 forinttal növelt meg. Biharpüspökiben román stílusú plébániatemplomot emeltetett stb. Úttörő részt vett a magyar közművelődési egyesületek megalapításában. Alelnöke volt az országos vöröskereszt-egyesületnek, elnöke volt az Országos Zeneakadémiának, a poliklinikai egyesületnek.
1897. május 2-án ülte meg áldozópapságának ötvenedik évfordulóját, ebből az alkalomból a király a Szent István-rend nagykeresztjét adományozta neki.
Ő készíttette el 1893-ben az új, tényleges hermát – Szent László mellszobrát – Link Fülöp budapesti ötvösművésszel. A korábbi, középkori, a szász Kolozsvári testvérek által készített fém herma koponya-ereklyetartó Győrben, a székesegyház gótikus Hédervári kápolnájában  látható, de üresen. Azóta még nagyobb kultusza él Szent László királynak Nagyváradon. Ugyanolyan szép kertet valósít meg, mint amely a vatikáni Castelgandolfoban található. Figyelmet fordított arra is, hogy a püspöki palota kertjében a kertészek szívügyüknek tartsák a kertarborétumot, amit a bíboros külön meg is hálált nekik. Megépíttette a biharpüspöki római katolikus Szent Lőrinc templomot, amit maga áldott meg és szentelt fel. Gyönyörű miseruhákat készíttetett a székesegyháznak.
1902-ben halt meg Nagyváradon. Kérése az volt, hogy a püspöki palotát ne fekete baldachinnal díszítsék fel, ha felravatalozzák, hanem a szürke színt válasszák. A székesegyházi temetés után különvonattal szállították a holttestét Temesvárra, ahol végrendelete szerint a Schlauch-családi kápolnába helyezték örök nyugalomra édesapja mellé, a feltámadás reményében.
Cikkei a növendékpapság Munkálataiban (Pest, 1845-46. fordítások); a Csanádban 1869., 1871. Aphorismák, az autonómiára vonatkozók); az Új Magyar Sionban (1872. Eszmetöredékek, kultúrtörténeti tanulmány); a Religióban (1876. A kath. egyházi javak birtokczíme Magyarországban) jelentek meg. Művei három kötetben foglaltattak össze.

## Munkái
- Válasz az «Észrevételek a kath. congressus bizottságnának király ő felségéhez 1871. jún. 12. benyújtott kérvényére» cz. röpirata. Temesvár, 1871 (névtelenül)
- Társadalmi átalakulás vallás nélkül! Egyházi beszéd, melyet szent István Magyarország első apostoli királyának ünnepén Budán mondott. Uo. 1871
- Egyházi beszéd megyebeli híveihez. Uo. 1873
- Vallásosság és tudományosság. Megnyitó beszéd a Szent-László-Társulat 1880. szept. 30. közgyűlésén. Budapest, 1880
- A magyarok segedelmezése keleten. Megnyitó beszéd. Uo. 1881
- A katholikus álláspont a középtanodák kérdésében. Uo. 1882
- A magyarországi katholikus egyház jogairól. Megnyitó beszéd a Szent-László-Társulat 1882. okt. 5. közgyűlésén. Uo. 1882
- Istennek dicsőség, egyháznak segítség! Egyházi beszéd, melyet a szathmárnémeti tűzoltóegylet zászlajának megáldása alkalmával 1882. szept. 24. tartott. Szathmár, 1882.
- Az iparkiállítás megnyitásakor tartott beszéde. Uo. 1882
- Elnöki megnyitó beszéd, a Szent-László-Társulat közgyűlésén 1883. szept. 27. Budapest. (Ism. M. Állam 265., Kath. Hetilap 40., Nemzet 266. sz.)
- A bukovinai és csángó magyarok és a Szent-László-Társulat feladata. Elnöki megnyitó beszéd. Uo. 1884
- Trauungs-Rede anlässlich der Vermählung des Grafen Weyprecht Rüdt und der Baronesse Nandine Inkey gehalten am 29. Mai 1884. Uo. 1884
- Kibékítése az egyénnek és családnak a vallással és az államnak az egyházzal. Elnöki megnyitó beszéd a Szent-László-Társulat 1884. nov. 27. tartott közgyűlésén. Uo. 1884
- Lo Presti család. 1862-ben írta, újra kiadta Melczer István. Uo. 1885
- Vallásosság és sz. István koronája alatt egység. Egyházi beszéd, melyet sz. István Magyarország első apostoli királyának ünnepén... a szatmári székesegyházban tartott. Szatmár, 1886
- Eszmék a középkor cultur-életéből. Elnöki előadás. Budapest, 1886. (Ism. Kath. Szemle 1887)
- A papság némely teendőiről. Főpásztori levél a papsághoz. Uo. 1887
- Ötven év a zárdában. Egyházi beszéd, melyet a nagyváradi Orsolyaszüzek fejedelemnőjének 50 éves szerzetfogadalmi jubileuma alkalmából 1888. nov. 22. a zárdatemplomban mondott. Uo. 1888
- A rabszolgakereskedés Afrikában. Elnöki beszéd, melyet a Szent-László-Társulat XXIII. rendes közgyűlésén 1889. decz. 14. a budapesti új városház dísztermében tartott. Uo. 1889
- Hinni és tudni. Egyházi beszéd, melyet a nagyváradi kir. jogakadémia százéves jubileuma alkalmából.... tartott. Uo. 1889
- Beszédei. Közrebocsátja Bunyitay Vincze. Uo. 1890., 1898. Négy kötet. (I. 1890. Egyházi beszédei. Ism. Kath. Szemle, Prot. Szemle, Nemzet 1891. 189. sz., II. Egyházpolitikai beszédei 1890. Ism. Kath. Szemle, III. és IV. 1898. Egyházpolitikai beszédei és dolgozatai. 2. kiadás. «S. L. bíboros püspök beszédei és dolgozatai» cz. 4. kötet. Uo. 1899. Ism. Budapesti Hirlap 1899. 46. sz., Vasárnapi Ujság 50. sz.)
- Evolutio és a létért való küzdelem. Beszéd, melyet a magyar orvosok és természettudósok 25. nagygyűlésén mondott. Uo. 1890
- Fölterjesztése az «egységes polgári házasságról» szóló törvényjavaslatra és indokolására. Uo. 1893
- A magyar főiskolai ifjúsághoz. Beszéd, melyet tartott a diák-kongresszus megnyitó ülésén. Nagy-Várad, 1897
- Elnöki megnyitó beszéde a Szent-László-Társulat 1898. márcz. 31. a budapesti központi papnövelde dísztermében tartott XLV. nagygyűlésén. Budapest, 1898

Egyházi, országgyűlési és alkalmi beszédei a helyi, politikai napilapokban és a főrendiház Naplójában is megjelentek.